# 武热库尔
武热库尔（法語：Vougécourt，法語發音：[vuʒekuʁ]）是法国上索恩省的一个市镇，属于沃苏勒区。

## 地理
武热库尔（47°56'34"N, 5°59'36"E）面积8.88 平方千米，位于法国勃艮第-弗朗什-孔泰大區上索恩省，该省份为法国东部内陆省份，北起顺时针与孚日省、贝尔福地区省、杜省、汝拉省、科多尔省和上马恩省接壤。
与武热库尔接壤的市镇（或旧市镇、城区）包括：马丹韦勒、科尔、德芒日韦勒、蒙库尔、帕萨旺-拉罗谢尔、阿默韦勒。

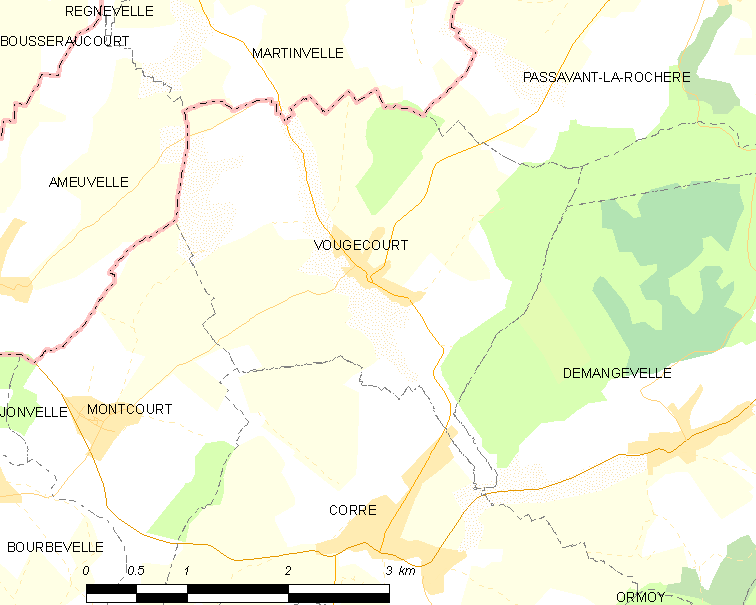
武热库尔的OSM定位图

武热库尔的时区为UTC+01:00、UTC+02:00（夏令时）。

## 行政
武热库尔的邮政编码为70500，INSEE市镇编码为70576。

## 政治
武热库尔所属的省级选区为瑞塞县。

## 人口

1962-2008年间武热库尔人口变化图示

武热库尔于2022年1月1日时的人口数量为163人。